# Irene Comnena de Epiro
Irene Comnena Ducena (em grego: Ειρήνη Κομνηνή Δούκαινα; em búlgaro:  Ирина Комнина) foi uma princesa grega e a terceira esposa do czar João Asen II. Ela foi também a mãe do tsar Miguel Asen I da Bulgária.

## História
Irene era filha do déspota Teodoro Comneno Ducas, do Epiro, com Maria Petralifena (irmã do sebastocrator João Petralifa). Em 1230, Irene e sua família foram capturados pelas tropas do czar João Asen II da Bulgária na Batalha de Klokotnitsa e levados para Tarnovo, onde Irene foi criada. Ela ficou conhecida por sua beleza e o já viúvo João Asen se apaixonou por ela. Eles se casaram em 1237. De acordo com um autor bizantino, o czar amava Irene "não menos que Antônio amava Cleópatra" e é possível que ela já fosse amante dele por alguns anos antes do casamento. Ao se casar com Irene, João Asen II violou as leis da Igreja, pois sua filha, Maria Asanina Comnena, de sua primeira esposa Ana (Anísia) era casada com o tio de Irene, Manuel de Tessalônica. Há algumas evidências que a Igreja Búlgara protestou contra o casamento e que um patriarca (chamado Spirion ou Visarion) foi deposto (ou executado) pelo furioso czar.
Em 1241, João Asen II morreu e foi sucedido por Colomano I da Bulgária, seu filho com sua segunda esposa, Ana Maria da Hungria. Ele foi envenenado em 1246 e o trono passou para Miguel Asen I, o filho de Irene. De acordo com uma teoria, ela teria envenenado o enteado para assegurar o trono para o filho. Assume-se que Irene tomou o controle do governo como czarina-regente por que seu filho era ainda uma criança quando ascendeu ao trono, mas há poucas evidências em favor disso.
Irene retirou-se para um mosteiro e assumiu o nome de Xênia (Xene). Ela foi expulsa da Bulgária depois da morte do filho em 1256 e passou o resto da vida nas terras da família perto de Tessalônica

## Família
Irene e João Asen II tiveram três filhos:
- Ana (ou Teodora), casada com o sebastocrator Pedro antes de 1253.
- Maria, casada com Mitso Asen, imperador da Bulgária entre 1256 e 1257.
- Miguel Asen I, imperador da Bulgária entre 1246 e 1256.